# 방길승
방수형(1971년 12월 17일~)은 대한민국의 배우이다. 다른 이름은 방극현이며, 박리디아와 결혼했다. 데뷔 활동작으로 《나에게 오라》로 영화를 시작하였다.

## 출신학교
- 백제예술대학 방송연예학과
- 홍익대학교 공연예술대학원 졸업

## 출연 작품

### 영화
- 2023년 《익스트림 페스티벌》 - 은채 아빠 역
- 2018년 《안시성》 - 고연수 역
- 2018년 《퍼즐》 - 문덕진 역
- 2011년 《량강도 아이들》 - 인민군 장교 역
- 2010년 《불량 남녀》 - 석봉두 역
- 2009년 《전우치》 - 황색 한복 1 역
- 2008년 《신기전》 - 엔따우 역
- 2008년 《슈퍼맨이었던 사나이》 - 슈퍼맨 부 역
- 2005년 《웰컴 투 동막골》 - 특수부대원 2 역
- 2005년 《공공의 적 2》 - 반장 역
- 2004년 《나두야 간다》 - 영달 수하 역
- 2003년 《실미도》 - 프롤로그 형사 역
- 2003년 《와일드 카드》 - 심영만 역
- 2002년 《광복절 특사》 - 기방경찰 역
- 1999년 《카라》 - 민욱 졸개 역
- 1998년 《약속》 - 야쿠자 역
- 1998년 《죽이는 이야기》 - 개눈 부하 역
- 1996년 《깡패 수업》
- 1996년 《나에게 오라》 - 기태 역

### TV 드라마
- 2016년 MBC 《옥중화》
- 2011년 SBS 《무사 백동수》 - 백면서생 역
- 2010년 SBS 《아테나: 전쟁의 여신》 - 스왓트 지휘관 역
- 2010년 SBS 《대물》 - 황재만 역
- 2010년 KBS2 《드라마시티 : 무서운 놈과 귀신과 나》 - 형사 역
- 2010년 SBS 《자이언트》 - 삼청교육대 교관 역
- 2008년 SBS 《타짜》 - 독사 역
- 2008년 KBS2 《바람의 나라》 - 연태술 역
- 2007년 SBS 《로비스트》 - 박소자 역
- 2006년 SBS 《서동요》 - 약산 역
- 2005년 KBS2 《슬픔이여 안녕》
- 2005년 KBS2 《부활》
- 2004년 KBS1 《불멸의 이순신》 - 안코쿠지 에케이 역
- 2003년 KBS2 《저 푸른 초원 위에》
- 1996년 SBS 《형제의 강》

### 뮤직비디오
- 지아 - 물끄러미, 내 마음 별과 같이 (Duet With KCM)

## 경력
- 한국예술종합전문학교 연기예술학부 교수
- 아시아모델협회 이사